# House of Dreams: Sáng bừng sức sống
Sáng bừng sức sống là chương trình đầu tiên của loạt chương trình truyền hình thực tế House of Dreams do Đài truyền hình Việt Nam phối hợp sản xuất với Galaxy Studio và Early Risers Media Group. Năm thí sinh cuối cùng vượt qua những thử thách chương trình đặt ra để đào tạo và huấn luyện sẽ hợp thành một nhóm nhạc nữ năm thành viên bắt đầu hoạt động chuyên nghiệp trong thị trường âm nhạc Việt Nam dưới sự quản lý của công ty Early Risers. Phần thưởng dành cho nhóm nhạc mới bao gồm: một hợp đồng quản lý độc quyền với Early Risers với thời hạn 5 năm; cùng thực hiện album đầu tay với nhạc sĩ Dương Khắc Linh; các phiếu tập luyện hạng VIP tại California Yoga and Fitness Center tổng trị giá $10.000; cùng nhiều quà tặng khác.
Chương trình dự kiến ra mắt khán giả lần đầu trên sóng kênh Thanh Thiếu Niên VTV6 vào ngày 12 tháng 06, 2011. Sau đó, lần lượt các đài địa phương sẽ tiếp sóng, trong đó nổi bật có kênh âm nhạc YanTV. Mùa thi đầu sẽ bao gồm 12 số phát sóng với 15 thí sinh vào vòng chung khảo.
Thành phần ban giám khảo bao gồm: ca sĩ Hồng Nhung, biên đạo múa Y Thanh và Anh Tuấn, biên tập viên và nhà sản xuất âm nhạc. Đội ngũ huấn luyện chuyên môn bao gồm nhạc sĩ Dương Khắc Linh, ca sĩ Thanh Bùi, Bảo Lan và Hương Giang của nhóm Năm Dòng Kẻ, đạo diễn Charlie Nguyễn và Lê Thanh Sơn...
Theo kết quả, Hồng Nhung, Thanh Trúc, Linh Chi, Hải Lê và Thu Trang chính thức trở thành thành viên nhóm nhạc nữ X5 (thay cho tên Yo! Girls như đã định). Họ nhận được toàn bộ giải thưởng của chương trình. Không lâu sau Thu Trang tuyên bố rút lui do không đạt được đồng thuận ký kết hợp đồng với công ty quản lý, Mai Phương được chọn thay thế.
Sau nhiều lần thay đổi thành viên và vẫn không thành công, nhóm quyết định tan rã. Trong số 5 thành viên chiến thắng cuộc thi chỉ có Thanh Trúc (nghệ danh: Gil Lê) vẫn hoạt động trên sự nghiệp ca hát,diễn viên,MC cũng như làm VJ thành công nhất ở thời điểm này.

## Định dạng

### Vòng thử giọng
Vòng thử giọng được tổ chức tại bốn thành phố lớn với địa điểm và thời gian theo bảng dưới:
| Thành phố              | Địa điểm                                | Thời gian              | Số thí sinh |
| ---------------------- | --------------------------------------- | ---------------------- | ----------- |
| Cần Thơ                | Nhà thiếu nhi Thành phố Cần Thơ         | 08/04/2011             | 1           |
| Đà Nẵng                | Cung văn hóa Lao động Thành phố Đà Nẵng | 14/04/2011             | 5           |
| Hà Nội                 | Cung văn hóa Thanh Niên                 | 16-17/04/2011          | 9           |
| Tp.HCM                 | Nhà thi đấu Nguyễn Du                   | 06-07/05/2011          | 15          |
| Tổng số vé trúng tuyển | Tổng số vé trúng tuyển                  | Tổng số vé trúng tuyển | 30          |

### Vòng loại
30 thí sinh tập trung tại Thành phố Hồ Chí Minh từ ngày 29/05/2011 cho phần gặp gỡ lần đầu với những người sẽ đào tạo và huấn luyện họ trong khoảng thời gian sắp tới. Các thí sinh được chia thành sáu nhóm để trình bày bài hát tập thể và sau đó là trình diễn cá nhân. Khoảng thời gian này được ghi hình và phát trên YouTube trước khi chương trình chính thức lên sóng của VTV6. Sau vòng này, 15 gương mặt sẽ được chọn.

### Vòng chung khảo
Các thí sinh lần lượt bị loại qua từng tập. Năm người trụ lại cuối cùng sẽ thắng cuộc và được hợp thành nhóm nhạc thần tượng nữ.

## Tổng kết

### Tập 1
Lên sóng: 12 tháng 06
Vòng thử giọng ở bốn khu vực Hà Nội, Thành phố Hồ Chí Minh, Cần Thơ và Đà Nẵng được tóm gọn. Sau vòng này, 30 cô gái được chọn và bay vào Thành phố Hồ Chí Minh chuẩn bị cho vòng bán kết. Tiếp đến, 15 người bị loại và 15 người còn lại bước vào cuộc chơi chính.

### Tập 2 - Nhóm nhạc biểu diễn
Lên sóng: 19 tháng 06
| STT | Nhóm    | Thành viên  | Bài hát (Sáng tác)                    | Kết quả   |
| --- | ------- | ----------- | ------------------------------------- | --------- |
| 1   | Bí Mật  | Mỹ Hương    | "Hoa nắng" (Võ Văn Hà)                | An toàn   |
| 1   | Bí Mật  | Hồng Nhung  | "Hoa nắng" (Võ Văn Hà)                | An toàn   |
| 1   | Bí Mật  | Kim Phụng   | "Hoa nắng" (Võ Văn Hà)                | An toàn   |
| 1   | Bí Mật  | Mai Phương  | "Hoa nắng" (Võ Văn Hà)                | An toàn   |
| 1   | Bí Mật  | Hải Yến     | "Hoa nắng" (Võ Văn Hà)                | An toàn   |
| 2   | Ước Mơ  | Trúc Anh    | "Ngày đẹp tươi" (Võ Thiện Thanh)      | Bị loại   |
| 2   | Ước Mơ  | Linh Chi    | "Ngày đẹp tươi" (Võ Thiện Thanh)      | -         |
| 2   | Ước Mơ  | Phương Linh | "Ngày đẹp tươi" (Võ Thiện Thanh)      | -         |
| 2   | Ước Mơ  | Thu Phương  | "Ngày đẹp tươi" (Võ Thiện Thanh)      | -         |
| 2   | Ước Mơ  | Thu Trang   | "Ngày đẹp tươi" (Võ Thiện Thanh)      | -         |
| 3   | Cơn Lốc | Hải Lê      | "Em trong mắt tôi" (Nguyễn Đức Cường) | -         |
| 3   | Cơn Lốc | Lê Na       | "Em trong mắt tôi" (Nguyễn Đức Cường) | Nguy hiểm |
| 3   | Cơn Lốc | Thanh Hằng  | "Em trong mắt tôi" (Nguyễn Đức Cường) | -         |
| 3   | Cơn Lốc | Thanh Thảo  | "Em trong mắt tôi" (Nguyễn Đức Cường) | -         |
| 3   | Cơn Lốc | Thanh Trúc  | "Em trong mắt tôi" (Nguyễn Đức Cường) | Nguy hiểm |

- Nhóm an toàn: Bí Mật (Mỹ Hương, Hồng Nhung, Kim Phụng, Mai Phương & Hải Yến)
- Nhóm nguy hiểm: Thanh Trúc, Lê Na, Trúc Anh
- Bị loại: Trần Trúc Anh

### Tập 3 - Bài hát tiếng Anh
Lên sóng: 26 tháng 06
| STT | Nhóm           | Thành viên  | Bài hát (Trình bày)                  | Kết quả   |
| --- | -------------- | ----------- | ------------------------------------ | --------- |
| 1   | Nguồn Cảm Hứng | Thanh Hằng  | "Because You Loved Me" (Celine Dion) | -         |
| 1   | Nguồn Cảm Hứng | Mỹ Hương    | "Because You Loved Me" (Celine Dion) | Nguy hiểm |
| 1   | Nguồn Cảm Hứng | Hải Lê      | "Because You Loved Me" (Celine Dion) | -         |
| 1   | Nguồn Cảm Hứng | Thanh Thảo  | "Because You Loved Me" (Celine Dion) | -         |
| 1   | Nguồn Cảm Hứng | Thanh Trúc  | "Because You Loved Me" (Celine Dion) | Nguy hiểm |
| 2   | Cảm xúc        | Phương Linh | "How Do I Live" (LeAnn Rimes)        | -         |
| 2   | Cảm xúc        | Kim Phụng   | "How Do I Live" (LeAnn Rimes)        | Bị loại   |
| 2   | Cảm xúc        | Thu Trang   | "How Do I Live" (LeAnn Rimes)        | -         |
| 2   | Cảm xúc        | Hải Yến     | "How Do I Live" (LeAnn Rimes)        | -         |
| 3   | Đam Mê         | Linh Chi    | "Brown Eyes" (Destiny's Child)       | An toàn   |
| 3   | Đam Mê         | Lê Na       | "Brown Eyes" (Destiny's Child)       | An toàn   |
| 3   | Đam Mê         | Hồng Nhung  | "Brown Eyes" (Destiny's Child)       | An toàn   |
| 3   | Đam Mê         | Mai Phương  | "Brown Eyes" (Destiny's Child)       | An toàn   |
| 3   | Đam Mê         | Thu Phương  | "Brown Eyes" (Destiny's Child)       | An toàn   |

- Nhóm an toàn: Đam Mê (Linh Chi, Lê Na, Hồng Nhung, Mai Phương & Thu Phương)
- Nhóm nguy hiểm: Mỹ Hương, Kim Phụng, Thanh Trúc
- Bị loại: Lê Hoàng Kim Phụng

### Tập 4 - Vũ đạo
Lên sóng: 03 tháng 07
| STT        | Nhóm      | Thành viên  | Bài hát (Sáng tác)                  | Kết quả   |
| ---------- | --------- | ----------- | ----------------------------------- | --------- |
|            | Bước Nhảy | Linh Chi    | "Nhịp đập ước mơ" (Lưu Thiên Hương) | -         |
| Mỹ Hương   | Bước Nhảy | -           | "Nhịp đập ước mơ" (Lưu Thiên Hương) |           |
| Hải Lê     | Bước Nhảy | -           | "Nhịp đập ước mơ" (Lưu Thiên Hương) |           |
| Hồng Nhung | Bước Nhảy | -           | "Nhịp đập ước mơ" (Lưu Thiên Hương) |           |
| Thu Phương | Bước Nhảy | Nguy hiểm   | "Nhịp đập ước mơ" (Lưu Thiên Hương) |           |
|            | Bùng Nổ   | Thanh Hằng  | "Yêu thêm con tim" (Hồ Hoài Anh)    | An toàn   |
| Mai Phương | Bùng Nổ   | An toàn     | "Yêu thêm con tim" (Hồ Hoài Anh)    |           |
| Thu Trang  | Bùng Nổ   | An toàn     | "Yêu thêm con tim" (Hồ Hoài Anh)    |           |
| Thanh Trúc | Bùng Nổ   | An toàn     | "Yêu thêm con tim" (Hồ Hoài Anh)    |           |
|            | Đột Phá   | Phương Linh | "Xích lô" (Võ Thiện Thanh)          | Nguy hiểm |
| Lê Na      | Đột Phá   | -           | "Xích lô" (Võ Thiện Thanh)          |           |
| Thanh Thảo | Đột Phá   | Bị loại     | "Xích lô" (Võ Thiện Thanh)          |           |
| Hải Yến    | Đột Phá   | -           | "Xích lô" (Võ Thiện Thanh)          |           |

- Nhóm an toàn: Bùng Nổ (Thanh Hằng, Mai Phương, Thu Trang, & Thanh Trúc)
- Nhóm nguy hiểm: Phương Linh, Thu Phương, Thanh Thảo
- Bị loại: Nguyễn Thị Thanh Thảo

### Tập 5 - Acoustic
Lên sóng: 10 tháng 07
| STT | Nhóm      | Thành viên  | Bài hát (Sáng tác)                 | Kết quả   |
| --- | --------- | ----------- | ---------------------------------- | --------- |
| 1   | Nắng Hồng | Thanh Hằng  | "Thềm nhà có hoa" (Thanh Tâm)      | -         |
| 1   | Nắng Hồng | Phương Linh | "Thềm nhà có hoa" (Thanh Tâm)      | -         |
| 1   | Nắng Hồng | Hồng Nhung  | "Thềm nhà có hoa" (Thanh Tâm)      | -         |
| 1   | Nắng Hồng | Mai Phương  | "Thềm nhà có hoa" (Thanh Tâm)      | -         |
| 2   | Mộc       | Linh Chi    | "Quê hương Việt Nam" (Anh Khang)   | An toàn   |
| 2   | Mộc       | Hải Lê      | "Quê hương Việt Nam" (Anh Khang)   | An toàn   |
| 2   | Mộc       | Thu Trang   | "Quê hương Việt Nam" (Anh Khang)   | An toàn   |
| 3   | Gió Biển  | Mỹ Hương    | "Bài ca tình yêu" (Đinh Mạnh Ninh) | Bị loại   |
| 3   | Gió Biển  | Lê Na       | "Bài ca tình yêu" (Đinh Mạnh Ninh) | Nguy hiểm |
| 3   | Gió Biển  | Thu Phương  | "Bài ca tình yêu" (Đinh Mạnh Ninh) | -         |
| 3   | Gió Biển  | Thanh Trúc  | "Bài ca tình yêu" (Đinh Mạnh Ninh) | Nguy hiểm |
| 3   | Gió Biển  | Hải Yến     | "Bài ca tình yêu" (Đinh Mạnh Ninh) | -         |

- Nhóm an toàn: Mộc (Linh Chi, Hải Lê & Thu Trang)
- Nhóm nguy hiểm: Mỹ Hương, Lê Na, Thanh Trúc
- Bị loại: Phạm Trần Mỹ Hương

### Tập 6 - Acapella
Lên sóng: 17 tháng 07
| STT | Nhóm         | Thành viên  | Bài hát (Sáng tác)                    | Kết quả   |
| --- | ------------ | ----------- | ------------------------------------- | --------- |
| 1   | Lãng du      | Hải Yến     | "Ở trọ" (Trịnh Công Sơn)              | -         |
| 1   | Lãng du      | Hải Lê      | "Ở trọ" (Trịnh Công Sơn)              | -         |
| 1   | Lãng du      | Thu Phương  | "Ở trọ" (Trịnh Công Sơn)              | Nguy hiểm |
| 2   | Hoa Tường Vi | Thanh Hằng  | "Hãy yêu nhau đi" (Trịnh Công Sơn)    | -         |
| 2   | Hoa Tường Vi | Hồng Nhung  | "Hãy yêu nhau đi" (Trịnh Công Sơn)    | Nguy hiểm |
| 2   | Hoa Tường Vi | Thu Trang   | "Hãy yêu nhau đi" (Trịnh Công Sơn)    | -         |
| 2   | Hoa Tường Vi | Lê Na       | "Hãy yêu nhau đi" (Trịnh Công Sơn)    | Bị loại   |
| 3   | Ngẫu Nhiên   | Phương Linh | "Biết đâu nguồn cội" (Trịnh Công Sơn) | An toàn   |
| 3   | Ngẫu Nhiên   | Mai Phương  | "Biết đâu nguồn cội" (Trịnh Công Sơn) | An toàn   |
| 3   | Ngẫu Nhiên   | Linh Chi    | "Biết đâu nguồn cội" (Trịnh Công Sơn) | An toàn   |
| 3   | Ngẫu Nhiên   | Thanh Trúc  | "Biết đâu nguồn cội" (Trịnh Công Sơn) | An toàn   |

- Nhóm an toàn: Ngẫu Nhiên (Phương Linh, Mai Phương, Linh Chi & Thanh Trúc)
- Nhóm nguy hiểm: Hồng Nhung, Lê Na, Thu Phương
- Bị loại: Nguyễn Thị Lê Na

### Tập 7 - Nhạc Dance
Lên sóng: 24 tháng 07
| STT | Nhóm      | Thành viên  | Bài hát (Sáng tác)                   | Kết quả     |
| --- | --------- | ----------- | ------------------------------------ | ----------- |
| 1   | Thời Gian | Hải Yến     | "12 giờ" (Nguyễn Duy Hùng)           | An toàn     |
| 1   | Thời Gian | Hải Lê      | "12 giờ" (Nguyễn Duy Hùng)           | An toàn     |
| 1   | Thời Gian | Thu Trang   | "12 giờ" (Nguyễn Duy Hùng)           | An toàn     |
| 2   | Sôi Động  | Linh Chi    | "Xin hãy thứ tha" (Dương Khắc Linh)  | -           |
| 2   | Sôi Động  | Phương Linh | "Xin hãy thứ tha" (Dương Khắc Linh)  | -           |
| 2   | Sôi Động  | Hồng Nhung  | "Xin hãy thứ tha" (Dương Khắc Linh)  | Nguy hiểm   |
| 2   | Sôi Động  | Thu Phương  | "Xin hãy thứ tha" (Dương Khắc Linh)  | BTC giữ lại |
| 3   | Đối Lập   | Mai Phương  | "Bóng mây qua thềm" (Võ Thiện Thanh) | -           |
| 3   | Đối Lập   | Thanh Trúc  | "Bóng mây qua thềm" (Võ Thiện Thanh) | Nguy hiểm   |
| 3   | Đối Lập   | Thanh Hằng  | "Bóng mây qua thềm" (Võ Thiện Thanh) | -           |

- Nhóm an toàn: Thời Gian (Hải Yến, Hải Lê & Thu Trang)
- Nhóm nguy hiểm: Thanh Trúc, Thu Phương, Hồng Nhung
- Bị loại: (không có)

### Tập 8 - Party/Hip-Hop & Dance
Lên sóng: 31 tháng 07
| STT | Nhóm     | Thành viên  | Bài hát (Sáng tác)            | Kết quả |
| --- | -------- | ----------- | ----------------------------- | ------- |
| 1   | Cầu Vồng | Linh Chi    | "Chuông gió" (Võ Thiện Thanh) | -       |
| 1   | Cầu Vồng | Mai Phương  | "Chuông gió" (Võ Thiện Thanh) | -       |
| 1   | Cầu Vồng | Hồng Nhung  | "Chuông gió" (Võ Thiện Thanh) | -       |
| 1   | Cầu Vồng | Hải Yến     | "Chuông gió" (Võ Thiện Thanh) | -       |
| 2   | Bụi      | Thu Trang   | "Quạt giấy" (Lưu Thiên Hương) | -       |
| 2   | Bụi      | Thu Phương  | "Quạt giấy" (Lưu Thiên Hương) | -       |
| 2   | Bụi      | Phương Linh | "Quạt giấy" (Lưu Thiên Hương) | -       |
| 3   | Bão Cát  | Thanh Trúc  | "Vòng xoay" (Võ Thiện Thanh)  | An toàn |
| 3   | Bão Cát  | Hải Lê      | "Vòng xoay" (Võ Thiện Thanh)  | An toàn |
| 3   | Bão Cát  | Thanh Hằng  | "Vòng xoay" (Võ Thiện Thanh)  | An toàn |

- Nhóm an toàn: Bão Cát (Thanh Trúc, Hải Lê & Thanh Hằng)
- Nhóm nguy hiểm: (không có)
- Bị loại:

### Tập 9
Lên sóng: 07 tháng 08
- Nhóm an toàn:
- 'Nhóm nguy hiểm: phương linh, thanh trúc, thu phương
- 'Bị loại:phương linh
- Khách mời:

### Tập 10
Lên sóng: 14 tháng 08
- Nhóm an toàn:
- Nhóm nguy hiểm:
- Bị loại:
- Khách mời:

### Tập 11
Lên sóng: 21 tháng 08
- Nhóm an toàn:
- 'Nhóm nguy hiểm:Thu Phương, Thanh Trúc, Hải Yến
- 'Bị loại:Thu Phương

### Tập 12
Lên sóng: 28 tháng 08
- Nhóm an toàn:
- Nhóm nguy hiểm:
- Bị loại:

## Thí sinh
| Tên                   | Ngày sinh  | Quê quán       | Thứ hạng |
| --------------------- | ---------- | -------------- | -------- |
| Trần Trúc Anh         | 27/07/1991 | Tp. HCM        | 15       |
| Lê Hoàng Kim Phụng    | 06/01/1989 | Tp. HCM        | 14       |
| Nguyễn Thị Thanh Thảo | 02/04/1993 | Đà Nẵng        | 13       |
| Phạm Trần Mỹ Hương    | 17/11/1990 | Tp. HCM        | 12       |
| Nguyễn Thị Lê Na      | 12/02/1989 | Đà Nẵng        | 11       |
| Khương Phương Linh    | 08/11/1988 | Hà Nội         | 10       |
| Trịnh Thị Thu Phương  | 24/03/1991 | Hà Nội         | 9        |
| Vũ Thanh Hằng         | 20/03/1987 | Hà Nội         | 8        |
| Nguyễn Thị Mai Phương | 12/11/1992 | Hà Nội         | 6-7      |
| Đặng Hải Yến          | 20/10/1989 | Hà Nội         | 6-7      |
| Phan Nguyễn Linh Chi  | 08/02/1991 | Tp. HCM        | Nhóm hát |
| Hồ Thị Hải Lê         | 29/03/1989 | Thành phố Vinh | Nhóm hát |
| Phạm Thị Hồng Nhung   | 13/08/1991 | Tp. HCM        | Nhóm hát |
| Nguyễn Thu Trang      | 24/02/1991 | Hà Nội         | Nhóm hát |
| Lê Thanh Trúc         | 08/07/1991 | Tp. HCM        | Nhóm hát |

## Thứ tự bị loại
| Linh Chi    | -   | XS   | -    | XS   | XS   | -    | -       | -   | -    | -    | NHÓM HÁT |  |  |  |  |  |  |  |  |  |  |  |  |  |  |
| Hải Lê      | -   | -    | -    | XS   | -    | XS   | XS      | -   | XS   | -    | NHÓM HÁT |  |  |  |  |  |  |  |  |  |  |  |  |  |  |
| Hồng Nhung  | XS  | XS   | -    | -    | KÉM  | KÉM  | -       | -   | -    | XS   | NHÓM HÁT |  |  |  |  |  |  |  |  |  |  |  |  |  |  |
| Thu Trang   | -   | -    | XS   | XS   | -    | XS   | -       | -   | XS   | XS   | NHÓM HÁT |  |  |  |  |  |  |  |  |  |  |  |  |  |  |
| Thanh Trúc  | KÉM | KÉM  | XS   | KÉM  | XS   | KÉM  | XS      | KÉM | XS   | KÉM  | NHÓM HÁT |  |  |  |  |  |  |  |  |  |  |  |  |  |  |
| Mai Phương  | XS  | XS   | XS   | -    | XS   | -    | -       | -   | -    | XS   | Loại     |  |  |  |  |  |  |  |  |  |  |  |  |  |  |
| Hải Yến     | XS  | -    | -    | -    | -    | XS   | -       | -   | KÉM  | XS   | Loại     |  |  |  |  |  |  |  |  |  |  |  |  |  |  |
| Thanh Hằng  | -   | -    | XS   | -    | -    | -    | XS      | -   | XS   | KÉM  | Loại     |  |  |  |  |  |  |  |  |  |  |  |  |  |  |
| Thu Phương  | -   | XS   | KÉM  | -    | KÉM  | KÉM  | btc giữ | KÉM | XS   | Loại |          |  |  |  |  |  |  |  |  |  |  |  |  |  |  |
| Phương Linh | -   | -    | KÉM  | -    | XS   | -    | -       | KÉM | Loại |      |          |  |  |  |  |  |  |  |  |  |  |  |  |  |  |
| Lê Na       | KÉM | XS   | -    | KÉM  | KÉM  | Loại |         |     |      |      |          |  |  |  |  |  |  |  |  |  |  |  |  |  |  |
| Mỹ Hương    | XS  | KÉM  | -    | KÉM  | Loại |      |         |     |      |      |          |  |  |  |  |  |  |  |  |  |  |  |  |  |  |
| Thanh Thảo  | -   | -    | KÉM  | Loại |      |      |         |     |      |      |          |  |  |  |  |  |  |  |  |  |  |  |  |  |  |
| Kim Phụng   | XS  | KÉM  | Loại |      |      |      |         |     |      |      |          |  |  |  |  |  |  |  |  |  |  |  |  |  |  |
| Trúc Anh    | KÉM | Loại |      |      |      |      |         |     |      |      |          |  |  |  |  |  |  |  |  |  |  |  |  |  |  |

     Những thí sinh hợp thành nhóm nhạc chiến thắng

     Những thí sinh bị loại trong gala chung kết

     Thí sinh hoàn thành xuất sắc thử thách và giành được quyền an toàn

     Thí sinh hoàn thành xuất sắc thử thách, nhưng rơi vào vòng nguy hiểm

     Thí sinh hoàn thành xuất sắc thử thách và bị loại

     Thí sinh rơi vào nhóm nguy hiểm

     Thí sinh rơi vào nhóm nguy hiểm và bị loại

     Thí sinh có số phiếu bình chọn thấp nhất nhưng không bị loại
- Ở tập 8, không có thí sinh nào rơi vào nhóm nguy hiểm của tập trước bị loại. Đồng thời, cũng không có thí sinh rơi vào nhóm nguy hiểm của tuần.
- Từ tập 9, quyền đặc cách của nhóm thí sinh xuất sắc không còn hiệu lực. Cũng trong tập này, không có nhóm hát nào được giám khảo bầu chọn trình diễn xuất sắc nhất.